# 馬寶
馬寶，俗稱馬糞石，在道教又被叫做赭丹，是指馬科动物馬的胃肠结石。形狀小者如豆，大者如雞蛋，一般直径6~20毫米，重250~2500克，是人在宰殺罹患胃腸病的馬時在其體內發現，另外也可能在病馬排糞時在糞便中發現。

## 功效和应用
中医学认为馬寶具有鎮驚、化痰、清熱解毒之功效。臨床上主治癲癇、高熱煩躁、小兒驚風抽搐、吐血、衄血、癰腫瘡毒等症。

## 外部連結
- 馬寶 Ma Bao （页面存档备份，存于） 中藥標本數據庫 (香港浸會大學中醫藥學院) （繁體中文）（英文）
- 特異馬寶 Te Yi Ma Bao （页面存档备份，存于） 中藥標本數據庫 (香港浸會大學中醫藥學院) （繁體中文）（英文）